# プブリウス・コルネリウス・スカプラ
プブリウス・コルネリウス・スカプラ、またはプブリウス・コルネリウス・スキピオ・バルバトゥス（ラテン語: Publius Cornelius Scapula, Publius Cornelius Scipio Barbatus、生没年不詳）は紀元前4世紀の共和政ローマの政治家。紀元前328年に執政官（コンスル）を務めた。

## 出自
パトリキ（平民）であるコルネリウス氏族の出身。コグノーメン（第三名、家族名）に関しては、ティトゥス・リウィウスはスカプラとしているが、スキピオ・バルバトゥスとする資料もある。スキピオ・バルバトゥスであったとすれば、紀元前306年の独裁官と同一人物と思われる。

## 経歴
ティトゥス・リウィウスによれば、スカプラは紀元前329年に執政官に就任。同僚執政官はプブリウス・プラウティウス・プロクルスであった。
リウィウスは、この年は外交でも内政でも、特筆すべきことは何も起こらなかったと記載している。
カピトリヌスのファスティのこの部分は欠落しているが、それを参照したシケリアのディオドロスは、紀元前328年の執政官をガイウス・プラウティウス・デキアヌスとプブリウス・コルネリウス・スキピオ・バルバトゥスとしている。
スキピオ・バルバトゥスは紀元前306年に独裁官に就任しているが、これは戦争のためではなく翌年の執政官選挙のためのケントゥリア民会を開催することであった。また最高神祇官も務めている。

## 参考資料
- ティトゥス・リウィウス『ローマ建国史』
- シケリアのディオドロス『歴史叢書』